# Massrörelse (politik)
Massrörelse, uttryck använt av kommunistiska partier på ett sätt närmast synonymt med socialdemokratiska partiers användning av uttrycket folkrörelse.
Massrörelsen är det marxist-leninistiska kommunistiska partiets metod att organisera "massorna", "arbetarklassen" eller dylikt.